# حمله‌های جانوران حامل بمب
حمله‌های جانوران حامل بمب (انگلیسی: Animal-borne bomb attacks) شیوه‌ای از حمله و حمل مواد منفجره توسط جانوران است. در این شیوه مواد منفجره به پشت حیوانات باربر مثل اسب، قاطر و الاغ بسته می‌شود، حیوان حامل مواد منفجره در میان جمعیتی منفجر می‌شود.
طرح‌های کبوترهای انفجاری و خفاش‌های انفجاری نیز دیده شده‌است.

## حوادث

### افغانستان
در سال ۲۰۰۹، طالبان در افغانستان یک دستگاه انفجاری دست‌ساز را به پشت یک الاغ بست. نگهبان درب ورودی متوجه یک مورد مشکوکی شد، الاغ با شلیک یک گلوله متوقف شد، و از یک انفجار بزرگ جلوگیری شد.
در آوریل ۲۰۱۳، در کابل، یک بمب که به یک الاغ بسته شده بود، در مقابل یک پست امنیتی منفجر شد، که یک پلیس را کشت و سه غیرنظامی را زخمی‌کرد.

### عراق
در ۲۱ نوامبر ۲۰۰۳ هشت موشک در یک ارابه که توسط یک الاغ کشیده می‌شد به ساختمان وزارت نفت عراق و دو هتل در مرکز شهر بغداد شلیک شد که منجر به زخمی شدن یک نفر و خساراتی شد.
در سال ۲۰۰۴ یک الاغ در رمادی با مواد منفجره بارگیری شد و به سوی یک پست ایست بازرسی آمریکایی روانه شد، این الاغ قبل از اینکه کسی را بکشد یا مجروح کند، منفجر شد. این حادثه و موارد مشابه در استفاده از سگ‌ها، باعث ترس از اقدامات تروریستی در استفاده از جانوران زنده به عنوان سلاح شد و این تغییری در شیوه قدیمی تر با استفاده از لاشه حیوانات مرده برای جاسازی مواد منفجره بود. استفاده از دستگاه‌های انفجاری دست‌ساز که در لاشه‌های جانوران پنهان شده بود نیز یک شیوه معمول در میان شورشیان عراقی بود.

## لبنان
مالیا سافانجی، یک زن جوان لبنانی، در نوامبر ۱۹۸۵ در منطقه امنیتی با یک وسیله انفجاری که بر روی یک الاغ تعبیه شده بود، قبل از اینکه موفق به اجرای حمله بشود، دستگیر شد. او ادعا کرد که او توسط سرتیپ سوری، غازی کنعان استخدام و اعزام شده بود. سرتیپ غازی کنعان آموزش و مواد انفجاری و چگونگی عملیات را از مرکز فرماندهی اش، در شهر آنیر در دره بقاع فرماندهی می‌کرد.

## ایالات متحده
در سال ۱۸۶۲، طی نبرد نیومکزیکو در جنگ داخلی آمریکا، یک نیروی متحدین جنوب، در نزدیکی ولورده، شش مایلی شمال فورت کریگ، با هدف قطع ارتباطات اتحادیه بین قلعه و مقر فرماندهی آن‌ها در سانتافه، به نیروهای متفقین نزدیک شد. حوالی نیمه شب، کاپیتان اتحادیه، جیمز کریادون، تلاش کرد تا چندین پست شورشیان را، با ارسال چندین قاطر با بار بشکه‌های باروتی چاشنی گذاری شده، به خطوط متحدین جنوبی، منفجر کند، اما قاطرهای قدیمی ارتش قبل از انفجار سرگردان و به سمت اردوگاه اتحادیه به عقب برگشتند، ا گر چه تلفات فقط دو قاطر بود، اما صدای انفجار باعث رم‌کردن گله‌های گاو و رمه‌های اسب به داخل خطوط اتحادیه شد و بدین ترتیب نیروهای اتحادیه از نیاز ضروری به اسب‌ها محروم شدند.
در بمب‌گذاری وال استریت در سال ۱۹۲۰، حادثه ای که به نظر می‌رسید کار آنارشیست‌های سال ۱۹۱۹ آمریکا باشد، آنارشیست‌ها از یک بمب که در یک گاری که به وسیلهٔ یک اسب کشیده می‌شد، استفاده کردند.

## نظامی
در طی جنگ جهانی دوم، ایالات متحده استفاده از «بمب‌های خفاش» یا «خفاش‌های حامل بمب‌های آتش زا» را مورد بررسی قرار داد. در طی همین جنگ پروژه کبوتر (که بعدها پروژه Orcon برای کنترل ارگانیک نامیده شد) یک محقق آمریکایی به اسم بی‌اف اسکینر، تلاش کرد یک موشک با هدایت کبوتر بسازد. در همان زمان اتحاد جماهیر شوروی سگ ضد تانک را برای مقابله با تانک‌های آلمانی بکار گرفت. همراه با دیگر پستانداران دریایی و پرندگان، ایران اقدام به خریدن چندین دلفین کرد، بعضی از آن‌ها دلفین‌های نظامی شوروی سابق بودند، گفته می‌شود، ایران تلاش می‌کند تا دلفین‌های کامیکاز (انتحاری) را بکار بگیرد، تا بدین وسیله کشتی‌های جنگی و زیر دریایی‌های دشمن را منهدم کند. بهرحال، این حیوانات امروزه در نمایشگاه پارک دلفین کیش، در جزیره تفریحی کیش در خلیج فارس نگهداری می‌شوند.